# أندريا دي كورادو
أندريا دي كورادو (بالإيطالية: Andrea Di Corrado)‏ هو دراج إيطالي، ولد في 13 أغسطس 1988 في بونتي سان بيترو في إيطاليا.

## وصلات خارجية
- أندريا دي كورادو على موقع الاتحاد الدولي للدراجات (الإنجليزية)
- أندريا دي كورادو على موقع أرشيف الدراجات (الإنجليزية)
- أندريا دي كورادو على موقع إحصائيات الدراجات الإحترافية (الإنجليزية)
- أندريا دي كورادو على موقع نسبة الدراجات (الإنجليزية)